# Avenc de les Comarques
L'Avenc de les Comarques, o Graller de les Comarques, és un avenc del terme municipal de Sant Esteve de la Sarga, al Pallars Jussà, en l'àmbit del poble d'Alsamora.
Està situat a 1.320 m. alt. a la part occidental del Montsec d'Ares, a ponent del cim de la Corona, en el seu vessant nord, però a prop de la carena superior. És a prop i al nord del Graller Petit d'Alsamora, al vessant oest del Serrat de la Tualdeta, a la capçalera del barranc de les Comarques.
Aquest avenc té dues boques. A través de la superior, cal salvar un salt per tal d'arribar una plataforma ran de paret, des d'on cal baixar 6 m., fins a arribar a una galeria d'uns 30 m de llarg. Per la boca inferior, es troba un pou de 16 m. que mena a una galeria inclinada de 28 m de llargària.